# Byttneria obcordata
Byttneria obcordata är en malvaväxtart som beskrevs av Arenes. Byttneria obcordata ingår i släktet Byttneria och familjen malvaväxter. Inga underarter finns listade i Catalogue of Life.